# Патока (Илиноис)
Патока (енгл. Patoka) град је у америчкој савезној држави Илиноис.

## Демографија
По попису из 2010. године број становника је 584, што је 49 (-7,7%) становника мање него 2000. године.
| Група             | 2000.       | 2010.       |
| Белци             | 618 (97,6%) | 571 (97,8%) |
| Афроамериканци    | 0 (0,0%)    | 0 (0,0%)    |
| Азијати           | 1 (0,2%)    | 0 (0,0%)    |
| Хиспаноамериканци | 8 (1,3%)    | 8 (1,4%)    |
| Укупно            | 633         | 584         |